# جوجالانا
جوجالانّا في الديانة السومرية، هو الزوج الأول لملكة العالم السفلي إرشكيجال. أسمه ربما يعني في الأصل «مفتش القناة آن» وقد يكون مجرد اسم بديل عن اينوجي. ابن ارشكيجال وجوجالانّا وهو نينازو. في نزول إنانا إلى العالم السفلي، تقول إنانا، آلهة الحب والجمال والجنس والحرب، لحامل البوابة نتي إنها تنزل إلى العالم السفلي لحضور جنازة «جوجالانا، زوج شقيقي الأكبر ارشكيجال». يعتبر بعض العلماء إلى أن جوجالانّا هو نفسه ثور السماء، قتل على يد جلجامش وإنكيدو في ملحمة جلجامش.